# Folija
Folija (njem. Folie od lat. folia, množina od folium: list) je vrlo tanak i gladak list koji može biti izrađen od različitih materijala. Najprije se izrađivala od metala (zlata, srebra, kositra, bakra, aluminija), a danas je sve šira upotreba folija od polimernih materijala (celuloznog acetata, poli(vinil-klorida), polietilena i drugog). Folija se koristi za ambalažu, zaštitu različitih predmeta (PVC folija s mjehurićima), u kućanstvu, za ukrašavanje i slično.

## Duboko vučenje vakuumom
Duboko vučenje vakuumom se obavlja samo kod tankih folija. Rola folije odmata se te preko valjka i dolazi na specijalni valjak. Na valjku su matrice preko kojih je napeta folija. Infracrveni grijač zagrijava foliju na potrebnu temperaturu. U bubnju vlada vakuum koji usisava ugrijanu foliju i oblikuje ju prema obliku matrice. Na izlazu iz matrica stvorena folija se hladi, te prako valjka odvaja od valjka, te ide na prijenosnu traku gotovog proizvoda gdje se reže ili izbija oblik iz folije.